# Cell (Dragon Ball)
 (mars 2017).
Pour les articles homonymes, voir Cell.
Cell (セル, Seru) est un personnage de fiction créé par Akira Toriyama dans le manga Dragon Ball. Il est également le second des trois antagonistes principaux de Dragon Ball Z, après Freezer et avant Majin Boo.
Il fait ses débuts au chapitre 361 Le mystérieux monstre, enfin apparait !! (Nazo no Kaibutsu, Tsui ni Shutsugen !! ) , publié pour la première fois dans l'hebdomadaire Shōnen Jump du 16 février 1992. Cell est une forme de vie artificielle et maléfique, créée à l'aide des cellules de plusieurs des personnages principaux, qui voyage dans le temps afin de devenir l'être parfait. Pour atteindre cet objectif, il doit absorber les androïdes C-17 et C-18.

## Biographie fictive

### Origine
Cell est un personnage venu d'un futur alternatif dans lequel Trunks est revenu du passé et a tué les deux cyborgs. Cell est un clone, formé à partir des cellules de Son Goku, Vegeta, Piccolo, Freezer et du roi Cold, collectées par un micro-robot espion. Ce robot est détruit par Piccolo lorsque Cell lui raconte ses origines. Il n'a en fait pas été directement créé par le Docteur Gero mais par son ordinateur, le savant ayant abandonné son projet. Malgré tout, Cell considère le docteur et son ordinateur comme ses deux pères. Situé sous le laboratoire principal, son incubateur a survécu à la destruction de celui-ci par C-17 et C-18, laissant à Cell tout le temps de se développer. Son but est de retourner dans le passé afin d'absorber C-17 et C-18 pour atteindre le stade de corps parfait. Il tue le Trunks du Futur (sans savoir qu'il a tué auparavant les deux cyborgs) et s'empare de la machine. Mais pour aller retrouver les deux androïdes dans le passé afin d'obtenir son corps parfait, il doit régresser au stade larvaire car la machine temporelle est trop étroite pour lui ; c'est pourquoi il se cache sous terre pendant trois ans pour achever son développement.

#### Premier stade

Sculpture en buste de Cell dans sa forme imparfaite à la Japan Expo 2023, en Île-de-France.

Trunks, Son Gohan et Bulma découvrent un étrange œuf et une mue de grande taille à côté d'une machine à remonter le temps similaire à celle de Trunks, bien qu'en très mauvais état. Piccolo, qui a fusionné avec le Tout-Puissant, traque Cell et le découvre après un carnage perpétré dans une ville. Il entame le combat et prend largement le dessus mais se laisse attraper par Cell qui tente d'absorber son énergie vitale. Il se dégage et Cell lui explique qu'il recherche les cyborgs pour les absorber. Piccolo découvre également que Cell augmente sa puissance en absorbant l'énergie des humains à l'aide de son dard. Cell se trouvant encore vulnérable pour l'instant, il décide de s'enfuir en utilisant le taiyoken. Sachant qu'il n'est pas assez fort pour faire face aux cyborgs, il continue d'absorber une grande quantité d'humains afin d'augmenter sa puissance. Peu après, à la suite des révélations de Piccolo, Trunks et Krilin trouvent le laboratoire souterrain du Docteur Gero (contenant son ordinateur) et Cell sous sa forme la plus vulnérable, un embryon sous forme de larve, dans un caisson de stase. Trunks et Krilin les détruisent tous les deux pour empêcher la naissance de Cell dans cette ligne temporelle.
Finalement, Cell retrouve la trace des cyborgs grâce à Piccolo qui a entrepris de se battre contre C-17 afin d'empêcher Cell de l'absorber. Il déploie alors la puissance qu'il a acquise aux dépens des humains. Piccolo essaie de l'arrêter mais, trop fatigué par son combat et bien inférieur en termes de puissance, est rapidement vaincu. Le cyborg C-16 entre alors en scène et décide de combattre Cell afin de sauver les habitants de la Terre. Il dévoile alors une puissance réellement extraordinaire, supérieure à celle de Cell. Mais, profitant de l'inattention de C-17, Cell absorbe ce dernier par surprise et atteint alors le deuxième stade de sa transformation.

#### Deuxième stade
C-16 tente de poursuivre le combat contre Cell, mais la puissance de ce dernier surpasse désormais celle de l'androïde, et il est rapidement vaincu et blessé au visage. Il est sauvé par l'intervention de Ten Shin Han qui lance une série de kikoho destructeurs, parvenant temporairement à contenir Cell ; les deux cyborgs restants en profitent pour se cacher. Cell part à leur poursuite et finit par les retrouver, mais il est rejoint par Vegeta et Trunks qui viennent de sortir de la salle de l'esprit et du temps. Cela n'impressionne pas Cell, qui change vite d'avis après une cuisante défaite contre Vegeta. Le monstre est impuissant et manifeste un profond désespoir et une rage folle. Vegeta, déçu par ce combat trop facile et persuadé qu'il n'en tirera aucune gloire, se laisse aveugler par son orgueil et donne à Cell une chance d'achever sa métamorphose afin de rencontrer un adversaire à sa hauteur. Cell effectue à nouveau la technique de la morsure du soleil puis absorbe C-18, en dépit des tentatives de Krilin et Trunks de l'arrêter (Krilin étant aveuglé et Trunks arrêté par son père). Même aveuglé, C-18 tente de se défendre mais en vain, et c'est ainsi que Cell acquiert enfin le corps parfait. Krilin lui lance un Kienzan (disque d'énergie) qui n'a aucun effet sur Cell.

#### Forme parfaite

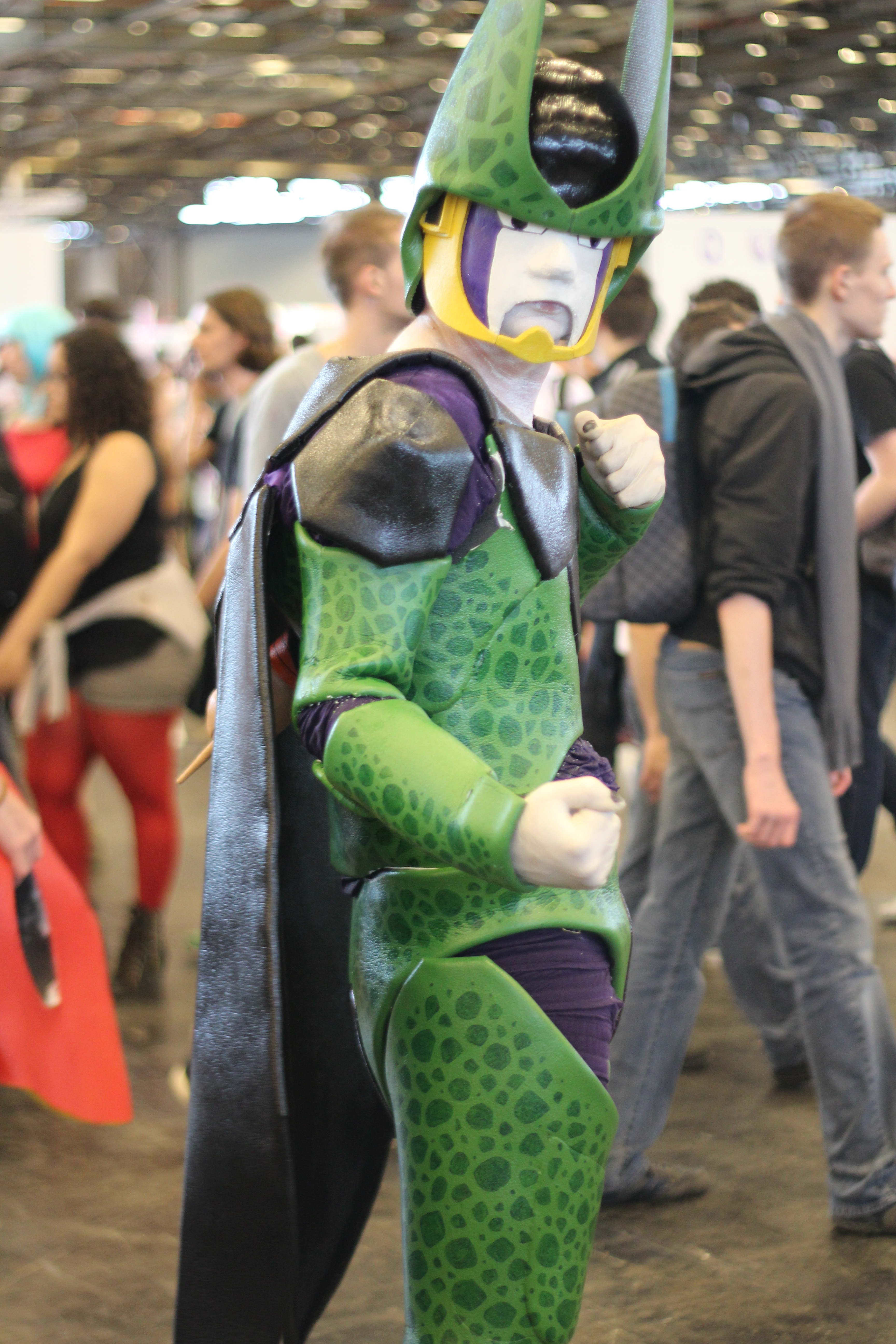
Cosplay de Cell dans sa forme parfaite à la Japan Expo 2014.

Cell est dorénavant bien plus fort que Vegeta et malgré une farouche résistance, ce dernier est vite vaincu. Trunks entre alors en scène et fait évoluer son stade de Super Saiyan en concentrant sa force dans ses muscles, obtenant une puissance nettement supérieure, au détriment de sa vitesse. Mais il se rend rapidement compte que sa métamorphose a été inutile, car le monstre est beaucoup plus véloce que lui et il lui est impossible de le toucher. Puis Cell démoralise complètement Trunks en lui montrant que lui aussi peut faire gonfler ses muscles de la même façon. Cell épargne pourtant le jeune métis Saiyan en vue d'organiser un tournoi spécial : le Cell Game, qui aura pour but de montrer sa puissance au monde entier et d'humilier ses adversaires, auxquels il ne donne que dix jours de préparation.
Cell, sous cette forme, a une aura jaune qui peut faire penser à celle des Super Saiyans.

### LeCell Game
À ce tournoi participent Son Goku et Son Gohan (maintenant devenu Super Saiyan lui aussi), Piccolo, Vegeta, Trunks, Krilin, Ten Shin Han, Yamcha et C-16 qui a été entretemps réparé par Bulma. Cependant, c'est Mr. Satan (accompagné de ses élèves dans l'anime) qui ouvre le bal, évidemment en vain. Mr Satan passe le reste du tournoi à trouver des prétextes pour ne plus se battre.

#### Cell contre Son Goku
C'est Son Goku qui entre ensuite directement en lice. Le combat met la résistance des adversaires à rude épreuve, et Son Goku abandonne soudainement le combat. Il a en fait combattu juste dans le but d'estimer la valeur de Cell, sachant pertinemment qu'il perdrait. Il désigne Son Gohan pour lui succéder en précisant que Cell n'a aucune chance, et donne même un haricot magique à ce dernier pour lui rendre toute sa force et équilibrer le combat.
Dans le tome 34 du manga (traduction de Kiyoko Chappe), la puissance de Cell est estimée par Vegeta comme pouvant être trois fois supérieure à celle de Son Goku. En effet, Vegeta dit de Cell qu'il est : « deux fois, voire trois fois plus fort que lui ». Dans le tome 27 de la Perfect Edition du manga (traduction de Fédoua Lamodière), son estimation n'est pas chiffrée mais il dit que Cell est beaucoup plus puissant que Son Goku. Plus précisément, il dit dans cette version que Cell a sur Son Goku : « une ou deux longueurs d'avance ». Kamé Sennin, qui regarde le combat à la télévision avec Bulma, affirme pour sa part que Cell n'a toujours pas montré sa véritable puissance. Son Goku quant à lui semble penser que même en unissant leurs forces, il serait impossible de vaincre Perfect Cell, puisqu'il dit (dans les deux traductions susmentionnées) que : "Pour vaincre Cell... on ne peut compter que sur la force cachée de Gohan...".

#### Cell contre Son Gohan
La lutte s'engage mais Son Gohan est impressionné par son adversaire et demeure plutôt attentiste. Son Goku attend en réalité que son fils s'énerve car il sait qu'il deviendra alors surpuissant, mais Gohan est complètement dominé par Cell. C'est alors que C-16 intervient, il parvient à ceinturer Cell et se prépare à s'autodétruire afin de l'éliminer de ce fait, provoquant la panique du monstre. Mais rien ne se produit car le cyborg ignore que monsieur Brief, le père de Bulma, a été obligé d'enlever la bombe qui était en lui. Cell se libère de l'étreinte du robot et le met littéralement en pièces. Pour pousser à bout Son Gohan, Cell utilise une faculté très spéciale : il crée sept répliques de lui-même en miniature, les Cell Juniors, et les lance contre les guerriers Z, semant le chaos. Vegeta, Trunks et Piccolo tiennent le choc, les Cell Juniors n'étant pas aussi puissants que leur géniteur, mais les autres Cell Juniors ont le dessus sur le reste de l'équipe. Son Gohan ne s'énerve pas suffisamment pour qu'un quelconque changement s'opère. C-16 a néanmoins un dernier rôle à jouer : il demande à Mr. Satan de lancer sa tête près de Son Gohan puis explique au jeune pacifiste que le combat est parfois nécessaire face aux créatures contre qui aucune autre solution n'est envisageable, avant que Cell ne le réduise définitivement au silence. Son Gohan, perdant son nouvel ami, surmonte enfin son blocage psychologique et dévoile toute sa puissance : il se transforme alors en Super Saiyan 2.
Son Gohan commence par éliminer avec une facilité déconcertante tous les Cell Juniors, ce qui fait enrager leur créateur, puis affronte Cell en personne. Celui-ci comprend vite qu'il va perdre : Son Gohan est beaucoup plus rapide et plus fort que lui. Il humilie Cell en le mettant au tapis en seulement deux coups, alors que Cell se croyait invincible après avoir dévoilé ses vrais pouvoirs. Puis il contre toutes les attaques de Cell et le renvoie une troisième fois au tapis. À cet instant, Cell apprend ce qu'est la peur : il doute pour la première fois et regrette d'avoir provoqué la colère de Son Gohan. Paniqué, il s'envole et tente de le tuer avec un Kamé Hamé Ha surpuissant, mais Son Gohan lui en renvoie un autre encore plus puissant et le blesse grièvement. Son Gohan, trop confiant, laisse Cell se régénérer grâce aux cellules de Piccolo. Ce dernier, aveuglé par sa haine et sa colère, utilise ce qui lui reste d'énergie pour prendre une forme plus puissante mais également plus lente, commettant la même erreur que Trunks lorsque ce dernier l'a affronté. Son Gohan le domine facilement et lui fait même recracher C-18 après un violent coup à la tête (dans le ventre dans l'anime), ce qui le fait repasser de sa forme parfaite à sa deuxième forme d'évolution. Afin de se venger du mal qu'il a accompli, le jeune garçon martyrise son adversaire et tarde à l'achever. Cell, effrayé et en colère, en profite pour jouer son ultime atout : il se gonfle démesurément et se prépare à s'autodétruire en emportant la Terre et les guerriers Z avec lui. Son Goku sauve tout le monde en se téléportant avec Cell au Kaiokaï où celui-ci explose, emportant maître Kaio, Bubbles, Grégory (ce personnage n'existant que dans l'anime) ainsi que Son Goku dans la mort. Son Gohan se sent à juste titre responsable de cette perte.

#### La résurrection de Cell
Mais Cell réapparaît sur Terre et dévoile son dernier secret : il possède un noyau de cellules spécial dans son cerveau, qui lui permet de se reconstituer entièrement tant que ce noyau reste intact. De plus, possédant des cellules de Saiyan, il gagne en puissance à chaque fois qu'il frôle la mort. Son Goku lui a également involontairement appris la téléportation avant de mourir. Il tue Trunks, ce qui provoque la colère de Vegeta (premier signe tangible d'une réelle affection de ce dernier pour son fils) qui attaque Cell sans réfléchir. Mais il n'est toujours pas de taille. Cell tente de l'éliminer mais Vegeta est sauvé par Son Gohan qui y laisse l'usage de son bras gauche. Cell entame ensuite un Kamé Hamé Ha destiné à tout anéantir.
Son Gohan a perdu confiance en lui mais son père communique avec lui depuis l'au-delà et le rassure. Le jeune homme projette un Kamé Hamé Ha avec son bras valide ; le choc des deux vagues d'énergie est terrible, mais Son Gohan a perdu beaucoup de puissance et Cell prend l'avantage. Soudain, une décharge d'énergie frappe Cell, le déstabilisant pendant quelques secondes ; il s'agit de Vegeta qui a utilisé ses dernières forces. Son Gohan ne manque pas cette occasion et engage toutes ses forces dans sa vague d'énergie. Cell ne peut réagir et est littéralement submergé par ce rayon surpuissant, le désintégrant littéralement ainsi que son noyau central.

### Cell Junior

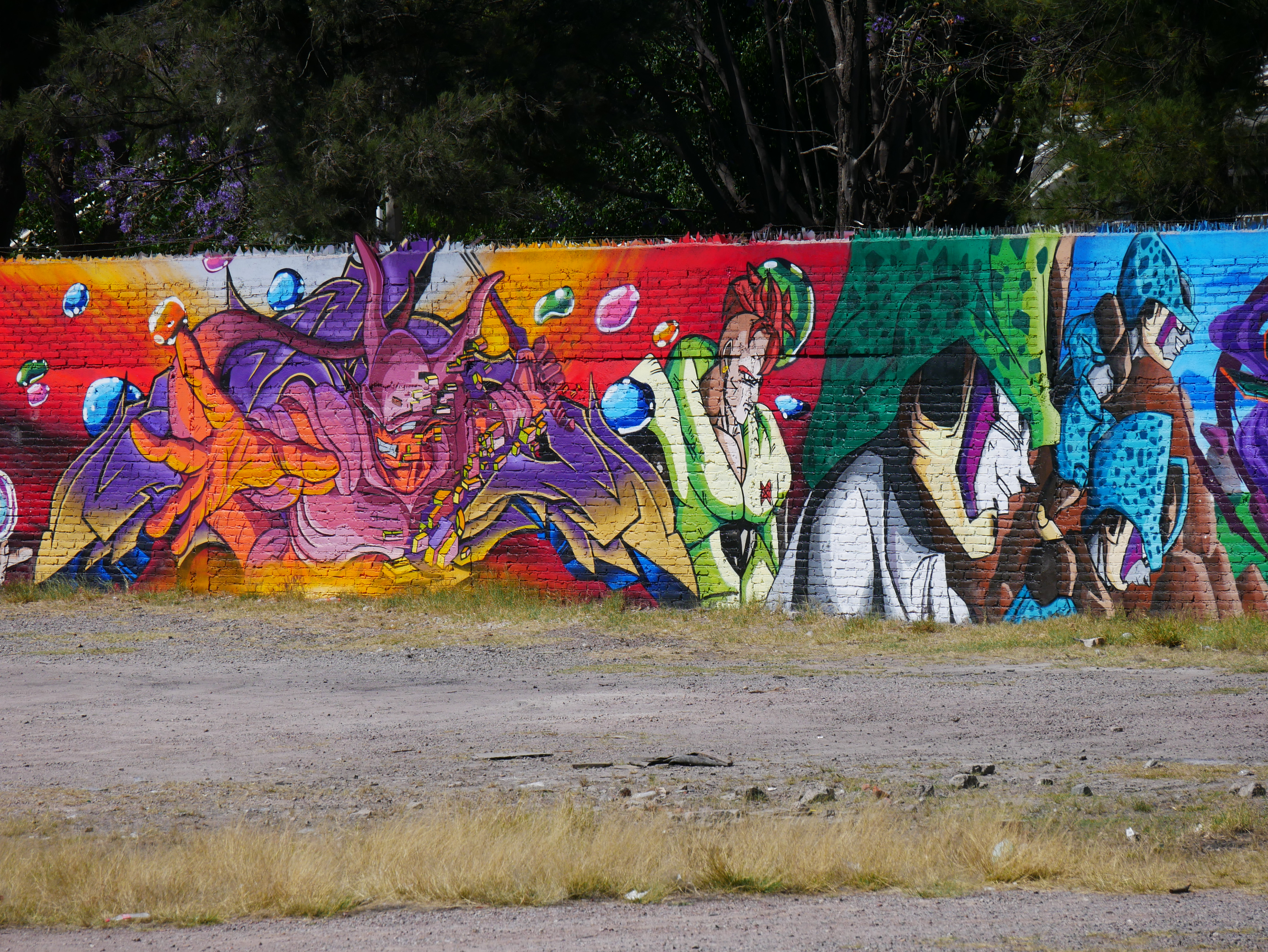
Graffitis muraux de plusieurs personnages de Dragon Ball à Aguascalientes, au Mexique. Les Cell Junior sont les deux tout à droite.

Un Cell Junior (セ-ルジュニア, Seru Junia) est un rejeton issu d'une multiplication asexuée de Cell. Il est de couleur bleue tachetée de noir et possède les mêmes capacités et techniques que son géniteur, à l'exception de ses facultés de régénération et de reproduction, cette dernière rendue impossible par l'absence de dard.
Cell en crée sept lors du Cell Game, très puissants et aptes à se battre immédiatement. Cell les envoie se battre contre chacun des amis de Son Gohan afin de mettre celui-ci en colère. Seuls Vegeta, Trunks et Piccolo parviennent à leur tenir tête (Son Goku en est également capable dans l'absolu mais est trop fatigué après son combat contre Cell pour y arriver).
Les Cells Juniors sont finalement éliminés par Son Gohan après que celui-ci s'est transformé en Super Saiyan 2.
On apprend que dans le chapitre bonus du Tome 8 de Dragon Ball Super que grâce à leur noyau, ils ont survécu et sont régénérés après le combat contre Cell. Ils ont, par la suite, été domptés par C-17 pour protéger l'Île des Monstres des braconniers. Lorsque C-17 part avec Krillin et C-18 pour le Tournoi du Plus Fort, laissant Son Goten, Trunks et Marron surveiller l'Île des Monstres, il réalise qu'il a oublié de leur parler des Cells Juniors. Ces derniers ont attaqué les enfants, mais lorsque l'un des Cells Juniors remarque les brassards de "Ranger" sur Son Goten et Trunks, ils arrêtent le combat et s'excusent avant de repartir.

### Cell Max

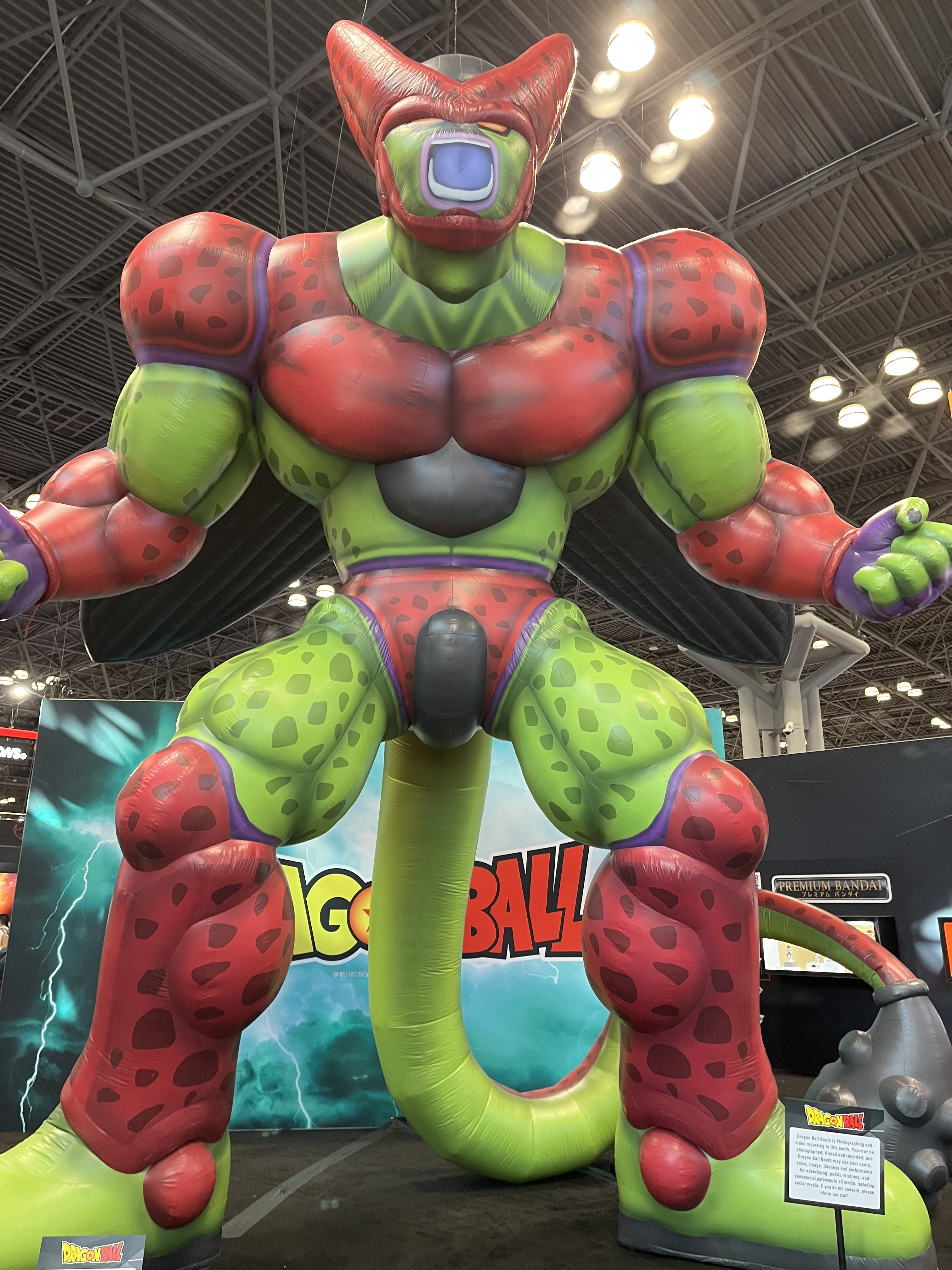
Sculpture de Cell Max à la New York Comic Con 2023.

Cell Max est un cyborg créé par le Docteur Hedo, petit-fils du Docteur Gero. Version améliorée de Cell, il est le principal antagoniste du film Dragon Ball Super: Super Hero, sorti en 2022. Physiquement, il ressemble à la seconde forme de Cell, sauf que la plupart des parties de son corps sont rouge. Il est aussi beaucoup plus grand. Cell Max semble également plus puissant que le Cell d'origine, tenant tête à Piccolo (alors transformé en sa nouvelle forme "Orange"), Krilin, C-18, Son Gohan, Son Goten et Trunks (fusionné en Gotenks, bien que la fusion ait raté), ainsi que Gamma 1 et Gamma 2. Ça sera Gohan, lui aussi ayant une nouvelle transformation (appelé "Beast"), qui le détruira avec un Makankosappo.

### Autres apparitions
Cell apparaît également dans le futur sous sa première forme. Il est facilement battu par Trunks après que celui-ci soit revenu du passé, terminant véritablement son existence. Cell refait son apparition dans l'anime où il s'enfuit des enfers avec Freezer, le général Cold et le commando Ginyu. Son Goku tente de les arrêter mais c'est finalement Paikûhan qui les stoppe. Dans l'anime, on voit également Cell en enfer avec tous les antagonistes maléfiques de Dragon Ball Z en train de regarder le combat de Son Goku en Super Saiyan 3 contre Boo dans une énorme boule de cristal.

#### Dragon Ball GT
Cell apparaît dans la saga Super C-17 dans laquelle, avec l'aide de Freezer, il affronte Son Goku piégé aux Enfers. Ce dernier, devenu plus puissant grâce à son entraînement, n'a pas recours aux transformations et les bat facilement. Cell sera congelé en dessous des Enfers puis emprisonné avec Freezer par les habitants de l'Enfer.

#### Dragon Ball: The Fall of Men
Cell apparaît dans ce court-métrage (adaptation réalisée par deux fans français et donc non comprise dans le canon de Dragon Ball) reprenant librement le futur de Trunks. C'est lui qui a dévasté la Terre et tué tous les guerriers (et non plus les cyborgs). Il n'est plus non plus une forme de vie artificielle, mais un extraterrestre. Son apparence est inspirée de ses trois formes.

## Description

### À propos du nom
Son nom signifie « cellule » en anglais.

### Physique
Le physique de Cell à son premier stade fait d'autant plus penser à un insecte qu'il passe par un stade d'œuf puis de larve et qu'il mue. Sa bouche primitive sans dentition ressemble à un bec.
Pendant son vol, on peut très bien entendre un bruit singulier qui rappelle le bourdonnement d'ailes d'insecte. Il présente une queue munie d'un dard, des élytres et une forme humanoïde, c'est-à-dire une bipédie, deux bras et une tête, alors que la mue montre plutôt une créature quadrupède.
Au stade semi-parfait, Cell a une apparence plus humanoïde et d'autres couleurs. Il gagne en taille et en puissance.
Au stade parfait, il a une apparence encore plus humanoïde hormis les deux élytres qu'il n'avait pas sous sa forme précédente et le dard au bas du dos, sans queue cette fois, qu'il peut ouvrir afin de créer des Cells Juniors. L'ensemble de ses couleurs change également, et il perd en taille par rapport à la forme précédente, bien qu'il gagne beaucoup plus en puissance. Après son autodestruction, il s'est également régénéré en une forme appelée "corps super parfait" équivalente à une forme Super Saiyan 2, comportant une aura traversée d'éclairs.
Le sang de Cell est bleu comme celui de Freezer.

### Personnalité
Chaque stade de métamorphose présente un trait de caractère distinct.
Au premier stade de son évolution, Cell n'est encore qu'un insecte évolué, déjà très fort, mais pas suffisamment pour faire face aux autres guerriers. Il se fait berner par Piccolo alors que celui-ci feint la faiblesse lors de leur première rencontre. Cell est surtout obsédé par l'objectif d'atteindre à tout prix sa forme parfaite. Pour ce faire, il n'hésite pas à fuir pour sa survie, assassiner des êtres plus faibles pour se rendre plus fort et attaquer lâchement. C'est ainsi qu'il a éliminé le Trunks du futur alternatif et a absorbé C-17.
Au deuxième stade, Cell devient beaucoup plus robuste, son aspect est plus humanoïde. Il a passé un stade de l'évolution. Son caractère s'est affirmé et il n'hésite plus à affronter ses adversaires.
Quand Cell atteint le corps parfait, il devient hautain. Il se permet même d'ignorer des personnes comme Mr Satan alors qu'il ne les aurait pas épargnées plus tôt.
Cell montre aussi un certain esprit de vengeance. En effet, après les humiliations subies, comme l'amputation de sa queue par C-16 ou les lourdes défaites reçues face à ce dernier ou à Vegeta, il décide d'organiser un tournoi dans le but d'humilier tous ses adversaires et montrer sa toute-puissance.
Mais l'organisation de ce tournoi montre aussi une personnalité mégalomane, Cell n'hésitant pas à passer à la télévision pour annoncer son Cell Game, et à bâtir une vaste arène digne d'un grand tournoi.
On remarque également pendant le Cell Game que Cell, bien que cruel, sait reconnaître la valeur de ses adversaires. Bien qu'il sache qu'il va vaincre Son Goku, il le complimente sur sa force et ses techniques, alors qu'il a traité Vegeta de mauviette.

### Ses aptitudes héréditaires
Cell est un organisme génétiquement modifié qui porte en lui l'ADN des meilleurs combattants de l'univers, à savoir Son Goku, Vegeta, Piccolo, Freezer et le roi Cold.
Cell maîtrise beaucoup de techniques de Son Goku notamment le Kamé Hamé Ha, le taiyoken et la téléportation.
Comme les Saiyans Son Goku et Vegeta avec qui il partage une partie de son ADN, le monstre devient plus fort chaque fois qu'il frôle la mort.
Cell possède une part d'ADN de Namek et son pouvoir de régénération semble dépasser celui qu'on retrouve chez ces derniers, qui ne peuvent apparemment faire repousser que les membres locomoteurs ; chez Cell par contre, cette aptitude est poussée à son paroxysme et il est capable de régénérer des organes vitaux comme le cerveau ou le cœur. Mais en plus de pouvoir se reconstituer complètement, Cell possède aussi les gènes d'autogamie des Nameks et peut engendrer sa propre progéniture par un mode de multiplication asexuée. Enfin, Cell maîtrise sans difficulté la technique de Piccolo : le Makanko Sappo.
Comme Freezer, Cell peut évoluer librement dans le vide spatial et possède les mêmes pouvoirs psychokinétiques, lui permettant par exemple de faire léviter des objets. Il utilise ce pouvoir pour construire le ring du Cell Game. Enfin, il utilise plusieurs techniques similaires à celles de Freezer, dont un rayon en forme de scie circulaire de type kienzan et une attaque qui s'apparente au Death Beam, grâce à laquelle il tue Trunks après son retour du Kaiokaï.

## Œuvres où le personnage apparaît

### Manga
- 1984 : Dragon Ball

### Séries
- 1989 : Dragon Ball Z
- 1996 : Dragon Ball GT
- 2009 : Dragon Ball Z Kai
- 2015 : Dragon Ball Super (caméo et homologue)

### Jeux vidéo
Cell étant l'un des principaux antagonistes de la saga Dragon Ball, il est logique de le trouver dans la quasi-totalité des jeux vidéo basés sur le manga, le seul épisode où il n’apparaît pas étant Dragon Ball Z 3 : Ultime Menace sur Super Nintendo. Jusqu'aux épisodes Saturn et PlayStation, il n'était disponible la plupart du temps que sous son apparence ultime. Mais depuis la série des Dragon Ball Z: Budokai, il est possible de jouer avec lui sous ses trois apparences principales.
Anecdote plus humoristique, dans le jeu Dragon Ball Z: Budokai (dans le chapitre bonus de la saga Cyborgs), Cell absorbe involontairement Krilin à la place de C-18 ce qui lui vaut de rétrécir jusqu'à atteindre la taille d'un Cell Junior tout en possédant la couleur des habits de Krilin (orange). Sa force diminue tellement que même Yamcha et Ten Shin Han en viennent à bout. Il s'agit en fait d'un cauchemar de Cell.

## Incohérences
Cell aurait dû être abattu définitivement par Son Goku : en effet, on sait que le noyau régénérateur de Cell se trouve dans sa tête, or Goku détruit toute la partie supérieure de Cell à partir du tronc (et donc a fortiori sa tête) avec son Kamé Hamé Ha instantané. Il n'aurait de ce fait pas dû survivre à cette attaque.
Autre incohérence : le fait que Cell revienne sous sa forme parfaite alors qu'il a rejeté C-18. Si les cellules des Saiyans ont pu en effet augmenter sa puissance, elles ne peuvent en aucun cas remplacer les éléments organiques nécessaires à l'évolution de Cell que contenaient le corps de C-18. Toutefois, il explique cela en disant qu’une fois qu’il a atteint sa forme parfaite, il la retrouve immédiatement une fois son corps régénéré, et ce malgré l’absence de C-18. Il peut aussi paraître surprenant que Cell ait pu maîtriser le déplacement instantané car ni les cellules des Saiyans, ni celles des Nameks et ni celles de la race de Freezer ne permettent d'acquérir si facilement une technique qui n'a jamais été apprise (comme sait en revanche le faire Boo).